# Artur Schmidt (Boxer)
Artur Schmidt (* 20. Februar 1985 in Beikadam, Kasachische SSR) ist ein ehemaliger deutscher Boxer. Er war Teil des deutschen Bundeskaders und gehörte dem Olympiastützpunkt Rhein-Neckar in Heidelberg an.

## Karriere

### Junioren
Artur Schmidt wurde 2001 wie auch 2003 Deutscher Juniorenmeister. 2002 gewann er bei der Deutschen Juniorenmeisterschaft in Straubing die Bronzemedaille. Beim 19. Italia Junior Tournament in Tortoli erkämpfte er sich ebenfalls eine Bronzemedaille. Ferner nahm er an den Europameisterschaften der Junioren 2003 in Warschau teil, wo er nach einem Sieg gegen Slobodan Jekic aus Bosnien-Herzegowina bedingt durch eine Verletzung im Viertelfinale gegen den Russen Anton Alexejew ausschied. 2003 errang er beim 8. Brandenburg-Cup in Frankfurt (Oder) Gold. Beim internationalen Boxturnier des Deutschen Boxsport-Verbands setzte er sich siegreich im Finale gegen den Russen Roman Andreyev durch, indem der Richter den Kampf vorzeitig in der dritten Runde wegen zu großer Überlegenheit beenden musste.

### Elite
Seinen ersten Erfolg auf nationaler Ebene im Männerbereich feierte Artur Schmidt 2003, nachdem er mit 18 Jahren als deutscher Juniorenmeister erstmals an den Deutschen Meisterschaften der Elite teilnahm und sich beachtlich eine Bronzemedaille im Leichtgewicht erkämpfte.
Im darauf folgenden Jahr erreichte er dann das Finale der Deutschen Meisterschaften und gewann die Silbermedaille. 2004 und 2005 gewann der Marler sowohl den Westfalen- als auch den Westdeutschen Meistertitel. Beim Länderkampf des deutschen Bundeskaders gegen die kubanische Nationalauswahl, ging Artur Schmidt gegen den Weltmeister Yordan Frometa Gendry als Sieger hervor. Als deutsche Nachwuchshoffnung stand er 2004 im Aufgebot des deutschen Bundeskaders für die olympischen Sommerspiele in Athen, konnte allerdings verletzungsbedingt nicht teilnehmen. Nach dem Sieg der Bronzemedaille 2005, wurde der 21-Jährige 2006 Deutscher Meister der Elite im Leichtgewicht und galt als eines der größten deutschen Boxtalente. Beim Algirdas Socikas Turnier im litauischen Kaunas gewann er die Bronzemedaille.
Seinen größten internationalen Erfolg konnte Artur Schmidt bei den Militärweltmeisterschaften 2006 in Warendorf verzeichnen. Dort setzte er sich zunächst in der Vorrunde gegen Lenin Meitei aus Indien mit 39:17 durch. Im Viertelfinale bezwang er Volodymyr Matviychuk aus der Ukraine mit 37:18. Im Halbfinale besiegte er Berik Kaliyev aus Kasachstan mit 37:29 und zog damit ins Finale ein, wo er durch einen Sieg über den hoch gehandelten Russen Maxim Ignatjew mit 38:29 nach Punkten die Goldmedaille gewann und Militärweltmeister wurde.
2007 verteidigte Schmidt bei der 85. Deutschen Meisterschaft in Wolfenbüttel seinen Titel erfolgreich gegen den stark eingeschätzten Eugen Burhard. Der Kampf endete überzeugend mit 28:8 zu Gunsten des Boxers aus Marl. Anschließend wurde der 22-Jährige von den Verbandstrainern und Sportwarten einstimmig zum besten Techniker der Deutschen Meisterschaft ausgezeichnet. Beim Coupe des Nations in Calais bezwang er im Halbfinale Boubacar Dagnoko aus Frankreich mit 33:15. Im Finale musste er sich in einem engen Kampf dem kubanischen Weltmeister und späteren Olympia-Bronzemedaillengewinner von Peking, Yordenis Ugás mit 24:18 nach Punkten geschlagen geben. Im selben Jahr erkämpfte er sich beim international höchst renommierten 35. Internationalen Chemiepokal in Halle (Saale) die Silbermedaille. Dort gewann er zunächst im Viertelfinale gegen Jan Balog aus Tschechien mit 28:7. Im Halbfinale bezwang er den französischen Meister Daouda Sow mit 22:12 nach Punkten. Im Finalkampf unterlag er Urantschimegiin Mönch-Erdene aus der Mongolei. Hierauf nahm er bei den Weltmeisterschaften in Chicago teil. Dort scheiterte er nach einer umstrittener Entscheidung gegen den Silbermedaillengewinner von 2003 Pichai Sayotha aus Thailand mit 23:21 und verpasste damit die Qualifikation für die Olympischen Sommerspiele 2008 in Peking.
2008 gewann Artur Schmidt beim 52. Bocskai Memorial in Debrecen, das als eines der stärksten Eliteturniere Europas gilt, die Silbermedaille. Im Anschluss nahm er bei den EU-Meisterschaften in Polen teil und gewann die Bronzemedaille im Leichtgewicht. Dort setzte er sich im Viertelfinale souverän mit 23:08 gegen Eric Donovan aus Irland durch. Im Halbfinale musste er sich allerdings in einem engen Kampf dem Engländer Thomas Stalker mit 14:11 geschlagen geben, gleichwohl Schmidt den Boxer aus Liverpool zu Boden brachte. Beim 17. Chemnitzer Cup erkämpfte er sich die Goldmedaille, indem er im Finale Nikolay Pronin aus Russland deutlich mit 25:5 nach Punkten besiegte. Seine Kampfstatistik betrug 2008, 120 Siege, 25 Niederlagen und 5 Unentschieden in 150 Kämpfen. 2008 verteidigte er bei den 86. Deutschen Meisterschaften in Straubing erneut seinen Titel. Er wurde mit einem Finalsieg über Eugen Burhard durch K.O. in der ersten Runde zum dritten Mal aufeinanderfolgend Deutscher Meister im Leichtgewicht.
2009 trat er bei den Bolivarian Alternative Games in Santiago de Cuba an. Im Viertelfinale unterlag er dort in einem ausgeglichenen Kampf Lázaro Álvarez aus Kuba mit 9:5. Daraufhin gewann er die Bronzemedaille beim 37. Internationalen Chemiepokal in Halle (Saale). Zudem schlug er beim Hakija Turajlić Memorial in Sarajevo, Bosnien und Herzegowina im Finale Ismet Zeric aus Bosnien eindeutig mit 21:9 und gewann Gold im Leichtgewicht. Bei den Deutschen Meisterschaften 2009 erreichte er das Finale, musste sich jedoch Eugen Burhard in einem äußerst knappen Gefecht mit 9:6 geschlagen geben und verpasste mithin seine vierte Goldmedaille in Folge.
Beim Laszlo Papp Memorial in Hajduszoboszlo gewann er die Silbermedaille.
Der Eliteboxer wies 2010 eine beachtenswerte Kampfbilanz von 139 Siegen aus 170 Kämpfen auf.
2011 nahm Artur Schmidt bei den Militärweltspielen in Rio de Janeiro teil, bei denen er im Halbweltergewicht startete und gegen den Lokalmatadoren Éverton Lopes, Brasilien, ausschied.
2012 trat er beim Vier-Nationen-Turnier im französischen Berck-sur-Mer an. Dort behielt er gegen den späteren Olympia-Silbermedaillengewinner von London John Joe Nevin aus Irland knapp mit 13:12 nach Punkten die Oberhand. Zudem bezwang Schmidt den französischen Meister Rachid Azzedine mit 13:10 nach Punkten.
Bei den Militäreuropameisterschaften 2012 in Võru konnte Schmidt nochmals überzeugen und errang eine Bronzemedaille im Halbweltergewicht.

### Deutsche Box-Bundesliga
Artur Schmidt kämpfte viele Jahre erfolgreich für den Velberter BC in der Deutschen Box-Bundesliga und gewann mit diesem mehrmals den Deutschen Mannschaftsmeistertitel.

### World Series of Boxing

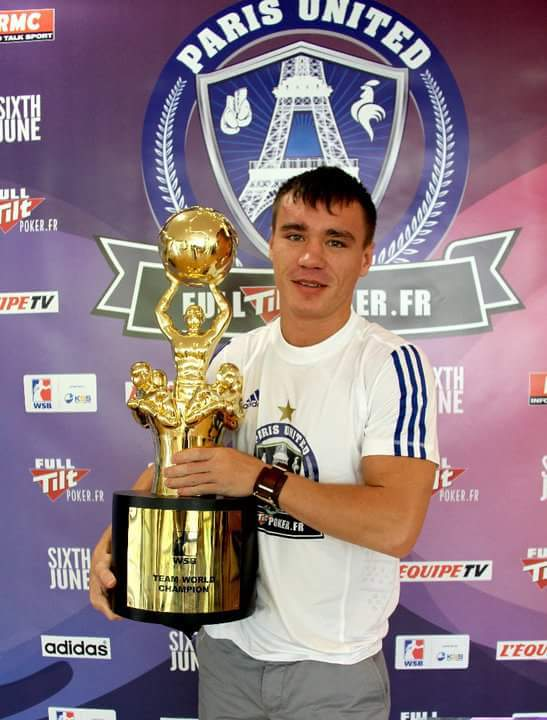
Artur Schmidt Paris United World Series of Boxing

2010/2011 startete er als erster deutscher Athlet für Paris United in der World Series of Boxing, bei der sich die besten olympischen Boxer maßen, darunter viele Medaillengewinner bei Olympischen Spielen und Weltmeisterschaften. Bei seinem Debüt in der WSB konnte er seinen Kampf gegen Mohammad Azizz aus Afghanistan, den Zweiten der Asienmeisterschaften, erfolgreich für sich entscheiden. In der Saison 2010/2011 erreichten Schmidt und Paris United nach gewonnener Gruppenphase die k.-O.-Runde. Dort bezwang das Team im Halbfinale die Baku Fires aus Aserbaidschan. Im Finale setzte sich Paris United gegen die Astana Arlans aus Kasachstan durch und gewann erstmalig die World Series of Boxing.